# Achaea fulminans
Achaea fulminans is een vlinder uit de familie van de Spinneruilen (Erebidae). Deze soort is voor het eerst wetenschappelijk beschreven door Hans Rebel in een publicatie uit 1915.
De soort komt voor in Samoa.